# Guelede

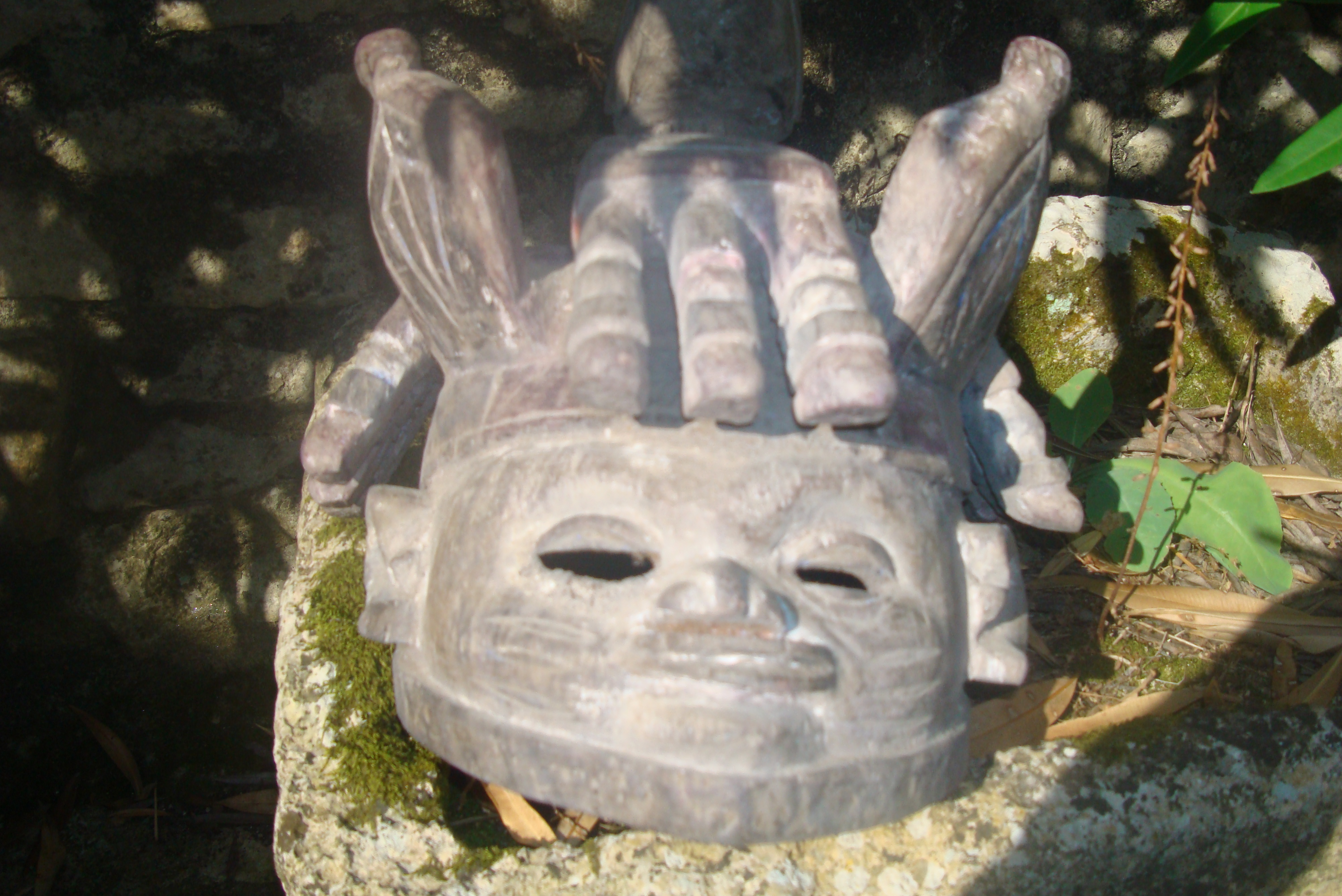
Máscara Guelede do Benim no Brasil

Guelede (em iorubá: Gẹ̀lẹ̀dẹ̀) é originalmente uma forma de sociedade secreta feminina de caráter religioso existente nas sociedades tradicionais iorubás. Expressa o poder feminino sobre a fertilidade da terra, a procriação e o bem estar da comunidade. O património oral Guelede foi inscrito em 2008 na Lista Representativa do Património Cultural Imaterial da Humanidade (originalmente proclamado em 2001).
Guelede é um festival anual homenageando "nossas mães" (awon iya wa), não tanto pela sua maternidade, mas como ancião feminino. Ela ocorre durante a época seca (março-maio) entre os iorubás do sudoeste da Nigéria e o vizinho Benim.
A máscara (ou adorno de cabeça, uma vez que não cobrem o rosto) é um par de um conjunto usado pelos homens vestidos como mulheres mascaradas para divertir, e aplacar as mães que são consideradas muito poderosas, e podem usar os seus poderes para o bem ou como feitiçaria de efeitos destrutivos.

## Patrimônio Oral e Imaterial da Humanidade
Da Nigéria são dois os listados como Patrimônio Oral e Imaterial da Humanidade: O Guelede, que também é praticado no Benim e Togo, e o Sistema Divinatória de Ifá, e em estudo na Nigéria um sistema de Tesouros Humanos Vivos e esforços para salvaguardar o suas línguas ameaçadas.
O Guelede celebra a sabedoria das mães anciãs e mulheres entre os iorubás. O festival inclui máscara (ou adorno de cabeça, uma vez que não cobrem o rosto) usado pelos homens que vestidos como mulheres mascaradas para acalmar as mulheres mais velha da tribo. Dança e música são parte integrante da cerimônia, que utiliza elementos tradicionais da música iorubá incluindo percussão complexa  e músicas. O guelede é precedido por uma cerimônia chamada Efe, que tem lugar na noite anterior.
O Guelede veio a público provavelmente no final do século XVIII ou no início do XIX. Pode estar associada com a mudança de uma sociedade matriarcal para uma patriarcal, mas então se poderia esperar que tenha origens mais antigas.
A cerimônia Guelede pode também ter lugar nos funerais de membros do culto ou em períodos de seca ou de outras situações graves, que se pensa ter sido trazida por feitiço maléfico.